# Tadeusz Warczak
Tadeusz Warczak (ur. 23 września 1932, zm. 16 marca 2023 we Wrocławiu) – dziennikarz prasowy, specjalizujący się w tematyce ekonomicznej.
Studiował filologię polską na Uniwersytecie Wrocławskim i podczas studiów rozpoczął współpracę z „Życiem Warszawy” i z katowickim „Dziennikiem Zachodnim”. Będąc studentem ostatniego roku filologii 15 lutego 1955 zatrudniony został we wrocławskim oddziale PAP jako pełnoetatowy korespondent.
W Biuletynie Naukowo-Technicznym PAP opublikował od lat 60. XX w. kilkaset artykułów i reportaży opisujących działalność przedsiębiorstw i instytucji zajmujących się działalnością naukową i techniczną (także medyczną) oraz wywiadów z ich pracownikami).
Po likwidacji w 1990 roku RSW „Prasa-Książka-Ruch” w związku z przemianami ustrojowymi w Polsce i usamodzielnieniu się po tym działających w kraju tytułów prasowych związał się z wrocławskim dziennikiem „Słowo Polskie”. Pełnił tam rozmaite funkcje w organach zarządzających kolejnych firm, zajmujących się wydawaniem tej gazety (Spółdzielni Słowo Polskie, spółki Wydawnictwo Słowo Polskie i spółki Słowo-Media), pozostając jednocześnie czynnym dziennikarzem, zajmującym się głównie zagadnieniami ekonomicznymi). Był również członkiem kapituły – w I kadencji, w latach 1997-1998 – Stowarzyszenia na Rzecz Promocji Dolnego Śląska „Dolnośląski Klucz Sukcesu”.
Działał w SDP, później w SDRP, a przez 10 lat piastował funkcję prezesa wykonawczego w Międzyregionalnym Syndykacie Dziennikarzy Polskich.
Pochowany został na wrocławskim Cmentarzu Grabiszyńskim.